# 里夫內 (海尼切斯克區)
46°21′58″N 34°45′25″E / 46.36611°N 34.75694°E

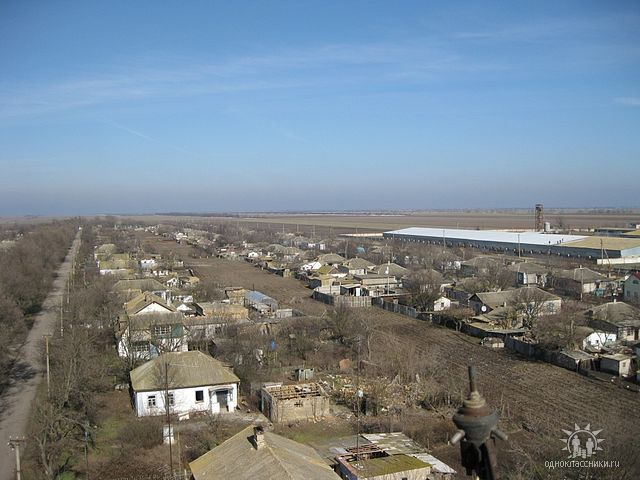
里夫內村

里夫內（烏克蘭語：Рівне）是位於烏克蘭南部的村莊，由赫爾松州海尼切斯克區的海尼切斯克市镇負責管轄。該村始建於1922年，面積14.9平方公里，海拔高度24米，2001年人口1,447，人口密度每平方公里97.1人。